# Stephanie A. White
Pour les articles homonymes, voir White.
Stephanie Ann White est une neuroscientifique américaine qui est professeure à l'Université de Californie à Los Angeles. Ses recherches visent à comprendre l'impact des interactions sociales sur le cerveau. Elle est directrice du programme Systèmes neuronaux et comportement au Laboratoire de biologie marine.

## Formation
White était étudiante de premier cycle au Connecticut College (en), où elle s'est spécialisée en biopsychologie . Elle était étudiante diplômée à l'université Stanford, où elle a étudié les neurosciences. Ses recherches portaient sur le contrôle social de l'expression des hormones de libération des gonadotrophines. Elle s'est intéressée aux approches neuropathologiques pour étudier l'impact de la socialisation sur la forme du cerveau. Elle a déménagé à l'université Duke en tant que boursière postdoctorale où elle est restée de 1997 à 2000.

## Recherche et carrière
White a rejoint l'université de Californie à Los Angeles en 2000 et est titulaire de la chaire William Scheibel Endowed Chair in Neuroscience.
Elle a utilisé des oiseaux chanteurs pour mieux comprendre comment l'environnement influence la créativité et l'apprentissage. Au cours d'une période de développement critique, les oiseaux chanteurs développent un chant adapté à la parade nuptiale, principalement par essais et erreurs. En particulier, elle considère le diamant mandarin, dont le comportement et les circuits neuronaux sont sexuellement dimorphes,.
White a étudié la protéine Forkhead-P2 (FOXP2), un gène lié à la parole, dans l'apprentissage des humains et des oiseaux chanteurs. White a étudié le rôle de FOXP2 pendant le chant des oiseaux ainsi que sa prévalence dans les synapses neurales. Elle a montré que la perturbation du gène FOXP2 peut entraîner des difficultés d'élocution et de chant des oiseaux. Chez les diamants mandarins, elle a identifié que le gène FOXP1 est élevé dans les parties du cerveau associées au chant des oiseaux. White a identifié plusieurs gènes associés à des difficultés de développement humain dans les ganglions de la base du diamant mandarin et a depuis utilisé les oiseaux chanteurs comme modèle pour les troubles de la parole humaine,. Elle a fait valoir que cette compréhension aidera à identifier les candidats thérapeutiques pour les conditions liées à la communication telles que l'autisme.

## Publications (sélection)
- (en) Anton Reiner, David J Perkel, Laura L Bruce, Ann B Butler, András Csillag, Wayne Kuenzel, Loreta Medina, George Paxinos, Toru Shimizu, Georg Striedter, Martin Wild, Gregory F Ball, Sarah Durand, Onur Güntürkün, Diane W Lee, Claudio V Mello, Alice Powers, Stephanie A White, Gerald Hough, Lubica Kubikova, Tom V Smulders, Kazuhiro Wada, Jennifer Dugas-Ford, Scott Husband, Keiko Yamamoto, Jing Yu, Connie Siang, Erich D Jarvis et Onur Gütürkün, « Revised nomenclature for avian telencephalon and some related brainstem nuclei », Journal of Comparative Neurology, Philadelphie, Wiley et inconnu, vol. 473, no 3,‎ 31 mai 2004, p. 377-414 (ISSN 0021-9967 et 1096-9861, OCLC 1697212, PMID 15116397, PMCID 2518311, DOI 10.1002/CNE.20118).
- (en) Erich D. Jarvis, Onur Güntürkün, Laura Bruce, András Csillag, Harvey Karten, Wayne Kuenzel, Loreta Medina, George Paxinos, David J Perkel, Toru Shimizu, Georg Striedter, J Martin Wild, Gregory F Ball, Jennifer Dugas-Ford, Sarah E Durand, Gerald E Hough, Scott Husband, Lubica Kubikova, Diane W Lee, Claudio V Mello, Alice Powers, Connie Siang, Tom V Smulders, Kazuhiro Wada, Stephanie A White, Keiko Yamamoto, Jing Yu, Anton Reiner et Ann B Butler, « Avian brains and a new understanding of vertebrate brain evolution », Nature Reviews Neuroscience, NPG, vol. 6, no 2,‎ février 2005, p. 151-9 (ISSN 1471-003X et 1471-0048, OCLC 45495476, PMID 15685220, PMCID 2507884, DOI 10.1038/NRN1606).
- (en) Ikuko Teramitsu, Lili C Kudo, Sarah E London, Daniel H Geschwind et Stephanie A White, « Parallel FoxP1 and FoxP2 expression in songbird and human brain predicts functional interaction », The Journal of Neuroscience, Society for Neuroscience, vol. 24, no 13,‎ 1er mars 2004, p. 3152-3163 (ISSN 0270-6474 et 1529-2401, OCLC 476317794, PMID 15056695, PMCID 6730014, DOI 10.1523/JNEUROSCI.5589-03.2004).
- White, Nguyen et Fernald, « Social regulation of gonadotropin-releasing hormone », Journal of Experimental Biology, vol. 205, no 17,‎ 1er septembre 2002, p. 2567–2581 (ISSN 0022-0949, PMID 12151363, DOI 10.1242/jeb.205.17.2567, lire en ligne)
- (en) White, Kasten, Bond et Adelman, « Three gonadotropin-releasing hormone genes in one organism suggest novel roles for an ancient peptide », Proceedings of the National Academy of Sciences, vol. 92, no 18,‎ 29 août 1995, p. 8363–8367 (ISSN 0027-8424, PMID 7667296, PMCID 41157, DOI 10.1073/pnas.92.18.8363)